# Not Myself Tonight
«Not Myself Tonight» (с англ. — «Сама не своя этой ночью») — первый сингл американской певицы Кристины Агилеры из её шестого студийного альбома Bionic (2010), выпущенный 6 апреля 2010 года.

## О песне
23 марта 2010, официальный сайт певицы закрылся на реконструкцию с объявлением, что поклонников ожидают «Большие новости». Через сутки было сообщено, что первым синглом с 4-го студийного альбома певицы Bionic, который увидит свет 8 июня, станет песня «Not Myself Tonight». Также была представлена обложка, где Агилера изображает дьяволенка, облаченного в чёрный кожаный корсет.
Спустя день стал доступен текст песни, а ещё день спустя — 18-секундное превью. Из превью уже стало понятно, что песня будет зажигательной, и с ней Кристина намерена покорить все танцплощадки.
30 марта 2010 стала доступна полная версия песни, которая всего с разницей в час прозвучала сначала на персональном радио Кристины Агилеры, а затем уже на официальном сайте.
С 13 апреля 2010 Not Myself Tonight доступна к скачиванию на ITunes.
Так же первый сингл с нового альбома «Not Myself Tonight» достиг первого места в Dance-чарте Billboard.

## Рецензии
Наперебой все критики расхваляли первый сигл с 4-го альбома певицы:
- Ник Левайн с веб-сайта Digital Spy описал это как «что-то вроде фейерверка». Он утверждает, что песня «отличный пример сегодняшней Electro-R&B моды».
- Джеймс Монтгомери из MTV похвалил трек, сказав, что «песня подобна взрыву, она полна ревущих синтезаторов и бушующих ритмов. Скоро мы услышим, как разорвутся все клубы Европы от нового трека Кристины».[8]
- Билл Лэмб из About.com пишет: «Кто думает, что вокальные данные сегодня не имеют значения, все слушаете новый сингл Кристины Агилеры „Not Myself Tonight“. Она доказала, что можно смешивать биты электронной музыки и потрясный вокал с джазовыми элементами.»
- Vibe Magazine также были впечатлены песней: «Кристина воплотила в себя главных 3 молодых звёзд современности: Кешу, Леди Гагу и Кэти Перри (она, кстати, тоже целует мальчиков и девочек)».
- Энтони Рамос из Access Hollywood пишет, что "это самая сексуальная песня Агилеры со времен Dirrty (2002). Уверена, что эта песня должна получить массы запросов во всех клубах. А тем временем, пока поклонники наконец-то вкушают новое произведение от Кристины, она лишь шепчет томным голосом: Do you wanna get crazy?[9]

## Список композиций
U.S. Digital Download
1. "Not Myself Tonight" (Clean or Explicit) - 3:04

Australian CD Single
1. "Not Myself Tonight" (Clean Version)
2. "Not Myself Tonight" (Super Clean Version)
3. "Not Myself Tonight"
4. "Not Myself Tonight" (Instrumental)
5. "Not Myself Tonight" (Call Out Hook)

German Basic CD Maxi Single
1. "Not Myself Tonight"
2. "Not Myself Tonight" (Mark Roberts Ultimix) (Dirty)
3. "Not Myself Tonight" (Jody Den Broeder Radio)